# K-186 Omsk
Le K-186 puis K-186 Omsk (en russe : К-186 « Омск ») est un sous-marin nucléaire lanceur de missiles de croisière du Projet 949A « Anteï » (code OTAN : classe Oscar-II), appartenant à la Flotte du Pacifique de la Marine soviétique puis de la Marine russe.

## Service

Silhouette de la coque d'un sous-marin soviétique du Projet 949A

La quille du sous-marin a été posée le 13 juillet 1989 au chantier naval de Sevmash de Severodvinsk sous le numéro de coque 651.
Le 15 janvier 1990 et officiellement inscrits sur les listes des navires de la Marine soviétique.
Le sous-marin été lancé le 8 ou le 10 mai 1993 ou le 21 janvier 1994 et est affecté à la 11e division de sous-marins de la 1re flottille de la Flotte du Nord.
D’août à septembre 1994, le sous-marin atomique Omsk est placé sous le commandement d'Aleksandr Astapov dans des conditions météorologiques et de glace complexes fait la transition de l'océan Arctique vers le Pacifique et est intégré à la 10e division de la 2e flottille de sous-marins, stationnés au Kamtchatka. Le commandant à bord lors de ce voyage est l'amiral Ilya Nikolaïevitch Kozlov. Deux officiers recevront en 1996 le titre de héros de la fédération de Russie en 1996, pour la préparation et la mise en œuvre de cette transition sous-glaciaire vers le nord du Kamtchatka.
Le sous-marin quitte la base navale de Zapadnaïa Litsa, en contourne la pointe nord de la Nouvelle-Zemble, passe sous la glace dans la fosse de Sainte-Anne (ru) et dans les latitudes élevées de l'océan Arctique. Au cours des quinze jours passés sous la glace, le sous-marin parcourt environ 4 000 milles, dont 500 milles dans les zones dangereuses pour la navigation, dans les eaux peu profondes de la mer des Tchouktches.
Le 13 avril 1993, le sous-marin reçoit le parrainage de la ville d'Omsk.